# Itapecuru-Mirim
Itapecuru-Mirim é um município Brasileiro no Interior do Estado do Maranhão, Região Nordeste do Brasil. Sua população, conforme estimativas do IBGE de 2019, era de 68 203 habitantes, sendo a cidade mais importante da então Microrregião de Itapecuru Mirim e a 17ª maior cidade do estado.
O município é sede da Região de Planejamento do Baixo Itapecuru (lei complementar 108/2007), situa-se no Norte Maranhense e é cabeça da microrregião de mesmo nome.

## História
A região era inicialmente habitada pelos indígenas da etnia Tapuias/Uruaitis e Barbados e, posteriormente, houve a chegada de portugueses açorianos e dos padres jesuítas e foram construídos os primeiros engenhos, como o Engenho do Itapecuru, por Antônio Muniz Barreiros em 1622, o que gerou diversos conflitos.
A povoação do município teve início na margem direita do rio Itapecuru, em data anterior a 1768. Em 25 de agosto daquele ano, o rei de Portugal informou ao governador do Maranhão que os moradores pediram ao rei alvará de confirmação da vila, que ali teria sido fundada por ordem régia.
O rei Dom José I determinou ao Governador Joaquim de Mello e Póvoas que, após serem ouvidas as autoridades competentes, Ihe fosse enviada por escrito a ordem de criação.
Como a ordem não foi encontrada, o governador informou, em 6 de agosto de 1769, que seria útil que fosse então criada uma vila na região.
Em 27 de novembro de 1817, o rei Dom João VI comunicou ao Ouvidor da comarca do Maranhão, que autorizou José Gonçalves da Silva, fidalgo da casa real, a fundar, a sua própria custa, uma vila em terras que comprasse ou os moradores oferecessem na região.
Em 20 de outubro de 1818, a Provisão Régia determinando a criação da Vila, desmembrada do Município de São Luís, foi lida na presença das autoridades, do clero, da nobreza e do povo, convocados para esse fim.
Foi levantado o pelourinho, foram dados os vivas do estilo, criaram-se por eleição por pelouros, dois juízes ordinários, um juiz de órfão, vereadores e mais oficiais na forma da lei.
Itapecuru-Mirim recebeu prêmio de cidade pela Lei Provincial nº 919 de 21 de julho de 1870.
O Brasão de Itapecuru Mirim foi desenhado por Lourival Cruz Diniz, que, na época, trabalhava como Exator Federal no município, chefiando a Coletoria.

## Geografia
O município de Itapecuru Mirim, situa-se na região centro oeste maranhense e na microrregião do Itapecuru, integrando-se a 6ª microrregião homônima como polo de desenvolvimento regional.
O município tem sua sede localizada a margem direita do rio Itapecuru, onde sua posição geográfica está na intersecção do paralelo 3°24 de latitude norte, com meridiano de 22°51 de longitude oeste de Greenwich.
| Área da unidade territorial [2024] | 1.480,641 km²                                            |
| Hierarquia urbana [2018]           | Centro Local                                             |
| Região de Influência [2018]        | Arranjo Populacional de São Luís/MA - Capital Regional A |
| Região intermediária [2024]        | São Luís                                                 |
| Região imediata [2024]             | Itapecuru Mirim                                          |
| Mesorregião [2022]                 | Norte Maranhense                                         |
| Microrregião [2022]                | Itapecuru Mirim                                          |

Fonte: 

### Relevo
O seu relevo é modelado em rochas sedimentares antigas, sendo caracterizado por uma  topografia plana e levemente ondulada na porção ocidental. Apresenta pequenas elevações que não ultrapassam a 230 metros de altitude.

### Clima
O clima do município é o tropical subúmido, com precipitações anuais que variam de 1.400 a 1.600 mm ao longo dos meses de janeiro a junho e estiagem de julho a dezembro. A temperatura média anual varia de 26 °C a 27 °C, sendo o período mais quente de outubro a novembro.

### Vegetação
A vegetação compreende os ecossistemas de cerrado e mata dos cocais, que é uma vegetação de transição entre o cerrado e a Amazônia, com elevado processo de degradação pela ação antrópica.

### Hidrografia
A rede hidrográfica do município é composta pelo rio Itapecuru e seus afluentes os riachos: Dom Querer, São José, Forte, Leão, Frecheira, Passarinha, Mocambo, Itapecuruzinho, Picadinha, Vaca Branca, Cova, Riachão, Quebra, Jundiaí, Maniva, Grande, Quebra-Coco, Ipiranga, Mata e Cantagalo.
| Bioma predominante [2024]             | Cerrado   |
| Área urbanizada [2019]                | 15,29 km² |
| Esgotamento sanitário adequado [2010] | 30,7 %    |
| Arborização de vias públicas [2010]   | 31,9 %    |
| Urbanização de vias públicas [2010]   | 3,1 %     |

Fonte: IBGE

## Economia
O PIB do município é R$ 564.546.900 (22º maior do estado), sendo dividido entre Administração, defesa, educação e saúde públicas e seguridade social (41,50%), Serviços - Exclusive Administração, defesa, educação e saúde públicas e seguridade social (42,62%), Indústria (11,53%) e Agricultura (4,34%).
Tem destaque a indústria de cerâmicas, voltadas para a construção civil e que atendem o mercado regional e de outros estados, além da indústria de alimentos e beneficiamento de grãos (arroz e milho) e derivados do babaçu (sabão, sabonete, loções e óleos).
| PIB per capita [2021]                                                                           | 11.164,32 R$      |
| Índice de Desenvolvimento Humano Municipal (IDHM) [2010]                                        | 0,599             |
| Total de receitas brutas realizadas [2023]                                                      | 242.810.207,88 R$ |
| Transferências correntes (Percentual em relação às receitas correntes brutas realizadas) [2023] | 89,67 %           |
| Total de despesas brutas empenhadas [2023]                                                      | 257.925.889,20 R$ |

Fonte: IBGE
| Salário médio mensal dos trabalhadores formais [2022]                                             | 2,2 salários mínimos |
| Pessoal ocupado [2022]                                                                            | 6.109 pessoas        |
| População ocupada [2022]                                                                          | 10,11 %              |
| Percentual da população com rendimento nominal mensal per capita de até 1/2 salário mínimo [2010] | 53,2 %               |

Fonte: IBGE

## Infraestrutura

### Rodovias
O município é cortado por duas importantes rodovias: a BR-222 que passa pelo centro da cidade, onde se conhece como Avenida Brasil e a BR-135 no bairro do entroncamento que liga o interior à capital, São Luís.

### Ferrovias
Também em Itapecuru, passa a Ferrovia São Luís-Teresina, que também a liga a capital maranhense e a capital do Piauí, Teresina.

### Caema
Órgão responsável pela abastecimento da cidade. Atende a área urbana e o povoado Entrocamento, assim como outras localidades vizinhas. A captação é feita no rio Itapecuru e é distribuída.

### Equatorial Maranhão
Esta instituição atende a Microrregião de Itapecuru Mirim através da subestação de distribuição de energia, atendendo a área urbana e rural. A cidade é sede da agência regional.

### Praças
Para maior comodidade e lazer à população, a cidade conta com algumas praças. As principais são; Praça da Cruz, localizada no centro da cidade em frente a Primeira Igreja Batista; a Praça Gomes de Souza, localizada em frente ao prédio da prefeitura do município; a Praça da Saudade, em frente ao cemitério municipal, esta muito utilizada pelos casais de namorados; a Praça da Biblioteca próximo a Igreja Matriz; a praça do Farol, próximo a biblioteca Farol da Educação no bairro Caminho Grande; a praça da Bíblia localizado no bairro Luís Antônio.

### Educação
A cidade conta com um campus da Universidade Estadual do Maranhão (UEMA) e um do Instituto Federal do Maranhão (IFMA).
| Taxa de escolarização de 6 a 14 anos de idade [2010]             | 94,2 %            |
| IDEB – Anos iniciais do ensino fundamental (Rede pública) [2023] | 5,1               |
| IDEB – Anos finais do ensino fundamental (Rede pública) [2023]   | 4,2               |
| Matrículas no ensino fundamental [2023]                          | 10.561 matrículas |
| Matrículas no ensino médio [2023]                                | 3.291 matrículas  |
| Docentes no ensino fundamental [2023]                            | 497 docentes      |
| Docentes no ensino médio [2023]                                  | 233 docentes      |
| Número de estabelecimentos de ensino fundamental [2023]          | 79 escolas        |
| Número de estabelecimentos de ensino médio [2023]                | 12 escolas        |

Fonte: IBGE

### Saúde
O principal centro de saúde da região é o Hospital Regional de Itapecuru-Mirim Adélia Matos Fonseca, administrado pela EMSERH.

## Demografia

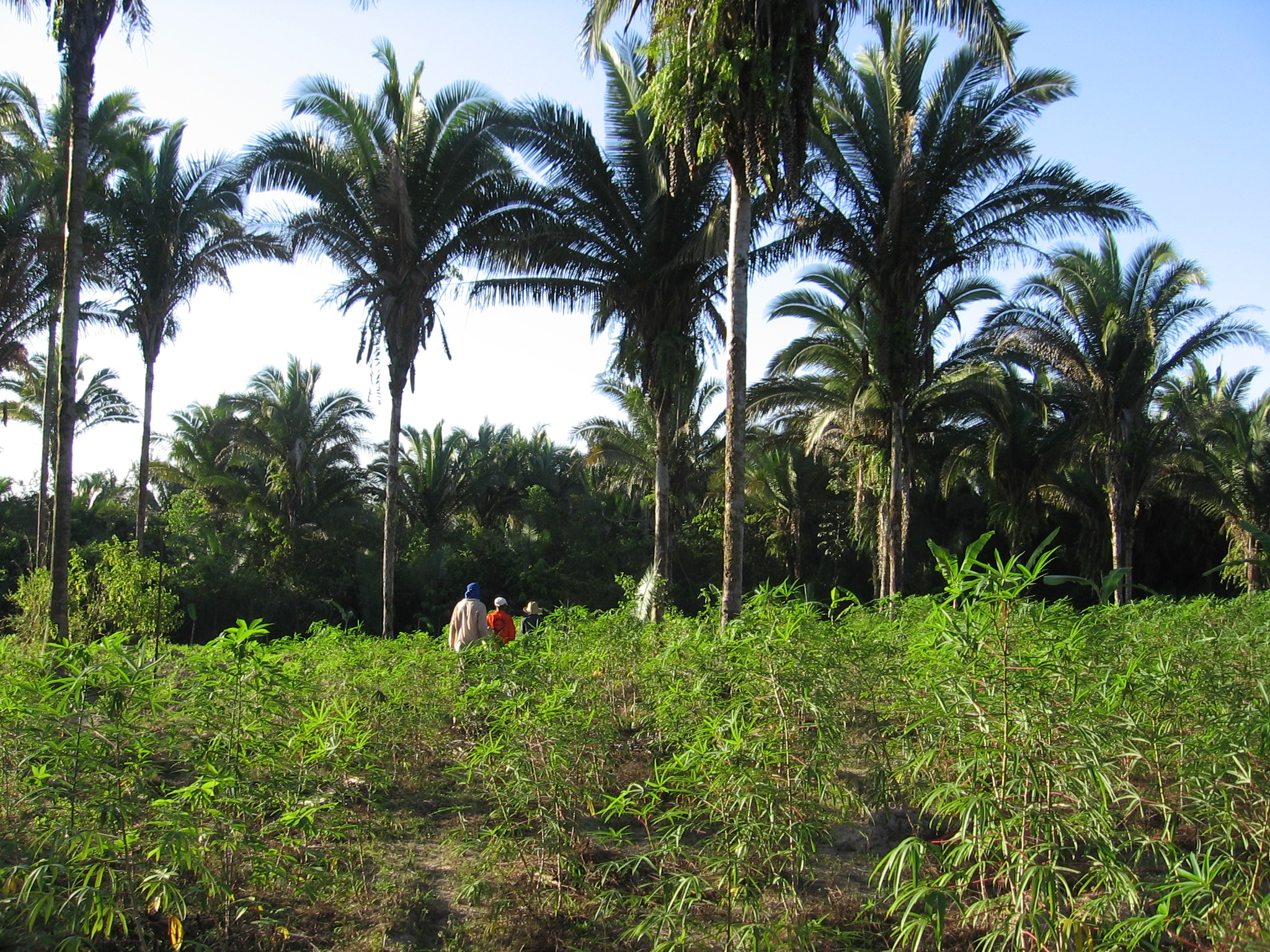
Babaçu, típico do vale do rio Itapecuru.

### Comunidades quilombolas
A primeira definição de quilombo surgiu em resposta ao Rei de Portugal à consulta do Conselho Ultramarino, em 1740. Desse modo, no Brasil, como também em outras partes da América onde existiu a escravidão, esses ajuntamentos se espalharam como forma de protesto dos negros escravos às condições desumanas e alienadas a que estavam submetidos. No Brasil, o quilombo marcou sua presença durante todo o período escravista e existiu praticamente em toda a extensão do território brasileiro.
A Constituição Federal de 1988 coloca os remanescentes de quilombos como sujeitos de direitos sociais, econômicos, civis e políticos como forma de reativar a memória ligada ao motivo dessa vergonha e como maneira de resgate da tão negada dignidade do povo negro escravizado.
Para além, o estado do Maranhão reúne os traços mais tradicionais e as raízes do Brasil; seja devido à sangrenta disputa pela terra ou pela mistura de raças, credos e ritmos. Por ter sido um dos primeiros estados a receber escravos negros oriundos da África, os quilombos se multiplicaram no Maranhão, destacando-se o Século XIX. Logo, com a queda do preço do açúcar e as pressões pela abolição da escravatura, vários quilombos se formaram pelo Brasil, destacando-se o estado do Maranhão.
Na contemporaneidade, tendo por base o Censo Quilombola de 2022, existiam 8.441 localidades quilombolas no território brasileiro, associadas a 7.666 comunidades quilombolas declaradas. A Região Nordeste possui o maior quantitativo de localidades identificadas, com 5.386 (63,81%) ocorrências, enquanto o Maranhão é o estado com o maior número, com 2.025 localidades (23,99%).[1] O estado da Bahia aparece em segundo lugar com 1.814 localidades, em seguida, Minas Gerais com 979 localidades, correspondendo, respectivamente, a 21,49% e 11,60% do total.
Ademais, dentre os municípios brasileiros, Alcântara é o com o maior número de comunidades quilombolas do Brasil, com mais de 200 comunidades, seguido por Itapecuru Mirim (MA), com 121, e Januária (MG), com 101.
No município de Itapecuru Mirim, existem em torno de 70 comunidades quilombolas: Pequi, Santa Maria, Santa Maria dos Pretos, Santa Maria dos Pinheiros, Ipiranga da Carmina, Contendas, Filipa, Monge Belo, Moreira, Santa Helena, Santa Rosa dos Pretos, São Pedro, Vista Alegre, Canta Galo, Curitiba, Mirim, Povoado Benfinca, Povoado Mata III, Santana, São Patrício, Povoado Javi, Brasilina, Burangir, Oiteiro dos Nogueiras, Barriguda, Boqueirão, Conceição, Morro Grande, Oiteiro dos Pretos, Abanafogo, Canduru, Dois Mil, Fandango, Flexeira, Juçaral, Leite I, Leite II, Mandioca, Mangal, Mata Frexeira, Santa Helena, Santa Joana, Tingidor, Morros, Mirim, São Sebastião, Santa Rita dos Goveias, Mata do Ipiranga, Pirinã, Nossa Senhora do Rosário, São João dos Corrêas, Santa Isabel, Ribeiro, Vista Alegre, São João do Caru, Satubinha e Mata de São Benedito.

A comunidade quilombola Santa Rosa dos Pretos é uma referência regional com relação à coesão, a pluralidade e a qualidade de suas manifestações culturais, como a Festa do Divino Espírito Santo, dança do coco, tambor de mina, tambor de crioula, terecô de caixa, boi de orquestra, boi de zabumba, festa de São Benedito, dentre outras.

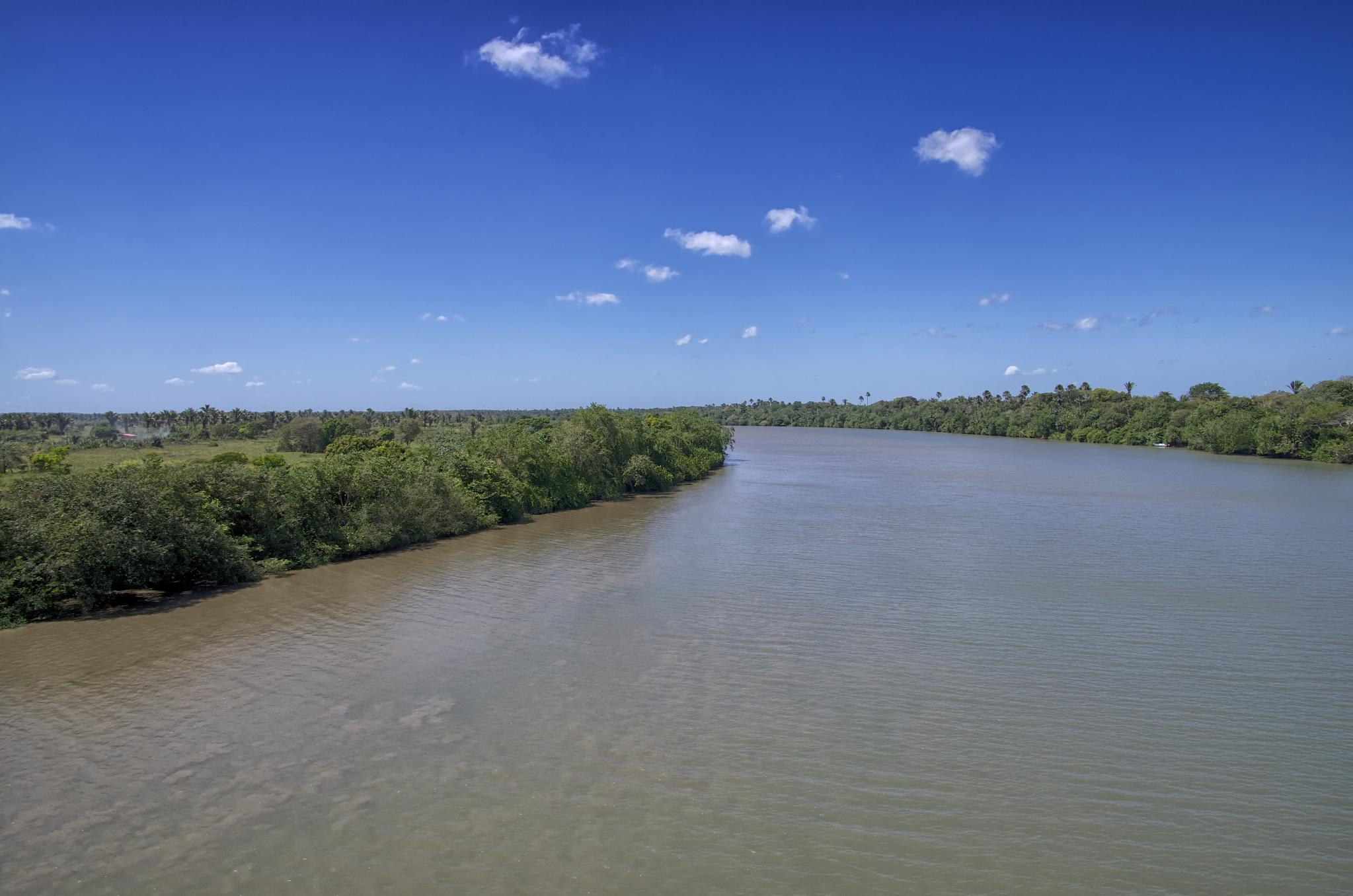
O rio Itapecuru.

A Fazenda Santa Rosa pertenceu a Joaquim Raimundo Nunes Belfort (1820-1898), o Barão de Santa Rosa, e foi doada em testamento para usufruto a América Henriques (uma de suas escravizadas e com quem teve um filho) e seus descendentes. O território, no entanto, ainda está em processo de titularização e sofre pressões com conflitos fundiários e obras de duplicação de rodovias e ferrovia.

### Religião
A religião com mais fiéis em Itapecuru Mirim é a Católica, com mais de 67,49% da população. A principal igreja da cidade é a Igreja Matriz de Nossa Senhora das Dores. Também se encontram na cidade credos de cunho protestante, que representam 22,64% da população. Outros 5,24% não tem religião; 0,3% seguem religiões de matriz africana; e 0,09% é espírita :
Igrejas pentecostais
- Igreja Assembleia de Deus de Goiânia Ministério Cristo Para Todos
- Igreja Evangélica Assembleia de Deus Missão
- Igreja Cristã Maranata
- Igreja Evangélica Assembleia de Deus
- Igreja Assembleia de Deus Ministério Madureira
- Igreja Pentecostal Monte Horebe
- Igreja Pentecostal Deus é Amor
- Igreja Batista Nacional
- Igreja Apostólica do Brasil
- Igreja Batista Apostólica Bethel
- Igreja Evangélica Pentecostal Portas Abertas
- Igreja Pentecostal Deus é vida
- Igreja Assembleia de Deus Ministério Nacional
- Igreja Nova Aliança
- Igreja Evangélica Aprisco

Igrejas tradicionais
- Igreja Batista
- Igreja Presbiteriana
- Igreja Adventista do 7º dia

Igrejas neopentecostais
- Igreja Universal do Reino de Deus
- Igreja Internacional da Graça de Deus

Outras religiões cristãs
- Testemunhas de Jeová

## Política
O Poder Legislativo de Itapecuru-Mirim é exercido pela Câmara Municipal, composta de 15 vereadores.
O Poder Executivo é exercido pela Prefeitura de Itapecuru-Mirim, e é representado pelo prefeito, vice-prefeito e secretários municipais.
O munícipio é termo-sede da Comarca de Itapecuru-Mirim, além de contar representantes do Ministério Público do Maranhão e da Defensoria Pública do Estado.

## Cultura

### Sítio paleontológico
O Sítio Paleontológico de Itapecuru-Mirim foi tombado pelo Decreto Estadual n° 12.955, de 12/02/1993, em razão da descoberta do Amazonsaurus maranhensis, que gerou atenção da mídia e do meio científico pelo fato de ser o primeiro exemplar de dinossauro encontrado na região da Amazônia Legal.
Os fragmentos ósseos foram encontrados às margens do rio Itapecuru e o dinossauro tinha em torno de 10 metros de comprimento e era herbívoro, se alimentando das copas das árvores e de arbustos. Pertencia à superfamília de saurópodes chamada Diplodocoidea. Foram encontrados em torno de 100 fragmentos com idade aproximada de 110 milhões de anos.

### Casa de Cultura
A antiga Cadeia Pública de Itapecuru (onde o Negro Cosme, um dos líderes da Balaiada, foi preso e enforcado em 1842), construída em 1817, foi desativada em 1970 e transformada na Casa da Cultura Professor João Silveira (1991).

### Festas populares
O Carnaval do município é considerado um dos mais importantes do estado do Maranhão.
As principais festas religiosas do município são: em maio, a festa do Divino Espírito Santo; setembro, a festa da padroeira Nossa Senhora das Dores; em outubro, a festa da Santa Cruz; e em dezembro, a de São Benedito, a mais animada e a mais popular.
Nas festas juninas, são realizados arraiais e brincadeiras: quadrilhas, cacuriá, tambor de crioula e os grupos de bumbas-meu-boi Mocidade Alegre, Juventude Cidadão e Boi Apaixonado.

## Bairros
Os principais bairros do município são: Centro, Luís Antônio, Trizidela, Aviação, Mangal Escuro, Malvinas, Caminho Grande, Miquilina, Torre, Rodoviária, Piçarra, Roseana Sarney e DER.
Entre os principais povoados estão: São João dos Matos, Juçaral, Jacaré. Mirinzal, Leite, Santa Helena, Tingidor, Jaiobara dos Rodrigues, Tingidor do Campo, Teso da Tapera, Kelru, Outeiro, Picos I, Picos II, Colombo.